# 市民乗合タクシー (豊後高田市)
市民乗合タクシー（しみんのりあいタクシー）は、大分県豊後高田市で運行されている乗合タクシーである。

## 概要
- 路線は、「田染地域」「都甲地域」「草地地域」「真玉地域」「香々地地域」に分かれている。
- 運賃は1回200円。未就学児は無料。
- 土曜・日曜・祝日及び12/29～1/3は運休。
- 利用客が車両定員を超えた場合は、随時続行便が用意される。
- 運行は、宇佐参宮タクシー、桂タクシー、香国タクシー、中津太陽交通[1]に委託されている。
  - 各路線の担当事業者は、定期的に変更される。

## 沿革
- 2006年10月 - 大交北部バスの廃止路線の代替として、乗合タクシーの試験運行開始。
- 2007年5月7日 - 本格運行開始。[2]一部路線の延長、短縮、ルート変更を実施。
- 2009年4月1日 - 路線見直し[3]。
  - 都甲地域に一畑方面の便を新設。香々地地域の夷線の運行を羽迫・松原地域まで延長。

## 路線

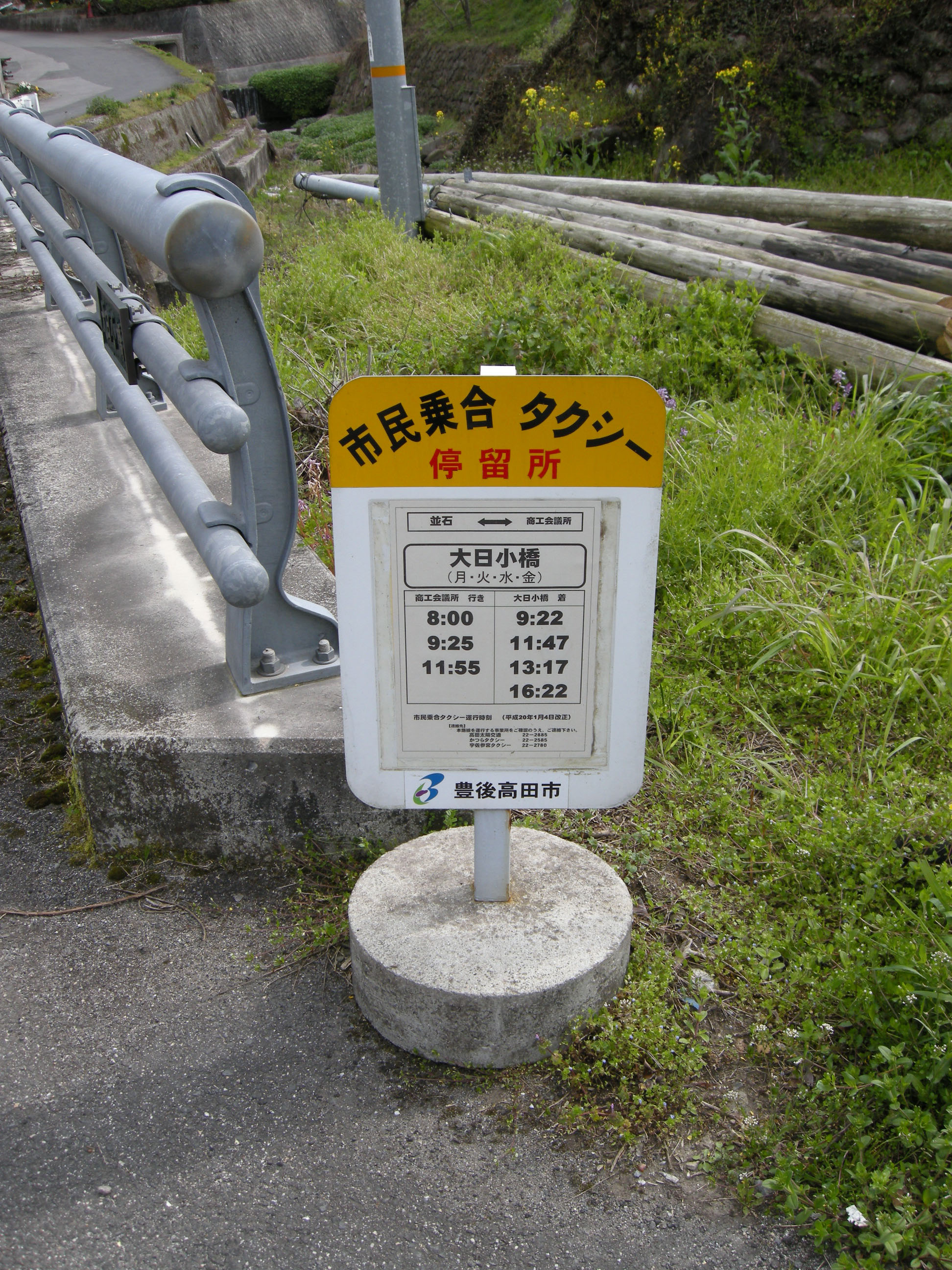
市民乗合タクシーの停留所

※以下は2009年4月1日改正時点での情報である。括弧内は不経由便あり。
田染地域
上野方面
- 商工会議所 - 来縄 - 花いろ - 佐野 - ふき - 横嶺／富貴寺 - 田染中村 - 上野
  - 横嶺経由は月曜・火曜・木曜のみ、富貴寺経由は水曜・金曜のみ運行。

陽平方面
- 商工会議所 - 来縄 - 花いろ - 佐野 - ふき - 横嶺／富貴寺 - 田染中村 - 真木大堂 - 熊野石仏入口 - 陽平
  - 横嶺経由は火曜・水曜・金曜のみ、富貴寺経由は月曜・木曜のみ運行。

都甲地域
並石方面
- 商工会議所 - 上町 - 花いろ - 都甲中学校 - 浜田 - 甘木 - 夏吉 - 新田 - 並石 - 大日小橋
  - 月曜・火曜・水曜・金曜のみの運行。

一畑方面
- 商工会議所 - 上町 - 花いろ - 都甲中学校 - 甘木 - 新田 - 並石 - 一畑
  - 水曜・金曜のみの運行。

長岩屋方面
- 商工会議所 - 上町 - 花いろ - 都甲中学校 - 三畑公民館
  - 木曜のみの運行。

草地地域
- 商工会議所 - 中伏 - 畑 - 長添
  - 月曜・火曜・木曜・金曜のみの運行。

真玉地域
黒土方面
- スーパーまたま - 原田医院 - 真玉市民センター - スパランド真玉 - 中黒土 - 小河内
  - 月曜・水曜・金曜のみの運行。原田医院にて高田からの大交北部バス路線に接続している。

臼野方面
- スーパーまたま - 原田医院 - 真玉市民センター - 浜公民館 - 臼野公民館 - 根の木
  - 火曜・木曜のみの運行。原田医院にて高田からの大交北部バス路線に接続している。

香々地地域
小畑方面
- サンクリニック - 香々地市民センター - 西堅来 - 小畑 - 前田 - 夷谷温泉
  - 水曜・金曜のみの運行。西堅来にて高田からの大交北部バス路線に接続している。

夷方面
- 10-1構造改善センター - サンクリニック - 香々地 - 羽迫 - 香々地市民センター - 早田 - 前田 - 横岳 - 夷谷温泉
  - 月曜・木曜のみの運行。香々地にて高田からの大交北部バス路線に接続している。

小畑方面
- サンクリニック - 香々地市民センター - 羽根 - 羽根上公民館 - 前田 - 夷谷温泉
  - 火曜のみの運行。羽根にて高田からの大交北部バス路線に接続している。

## 車両
- 主にトヨタ・ハイエースなどのジャンボタクシー車を使用している。

市民乗合タクシーの車両
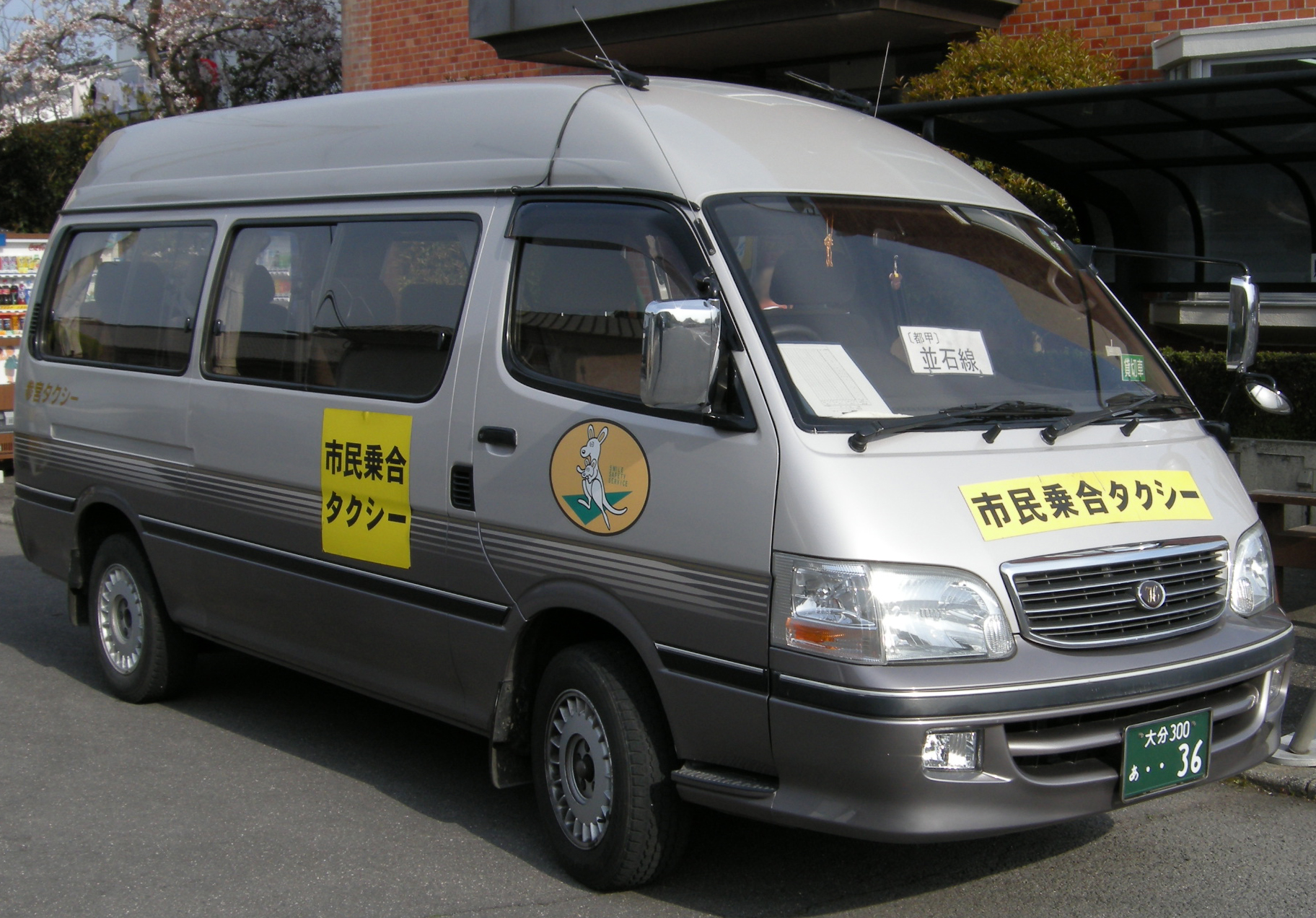
宇佐参宮タクシーの車両
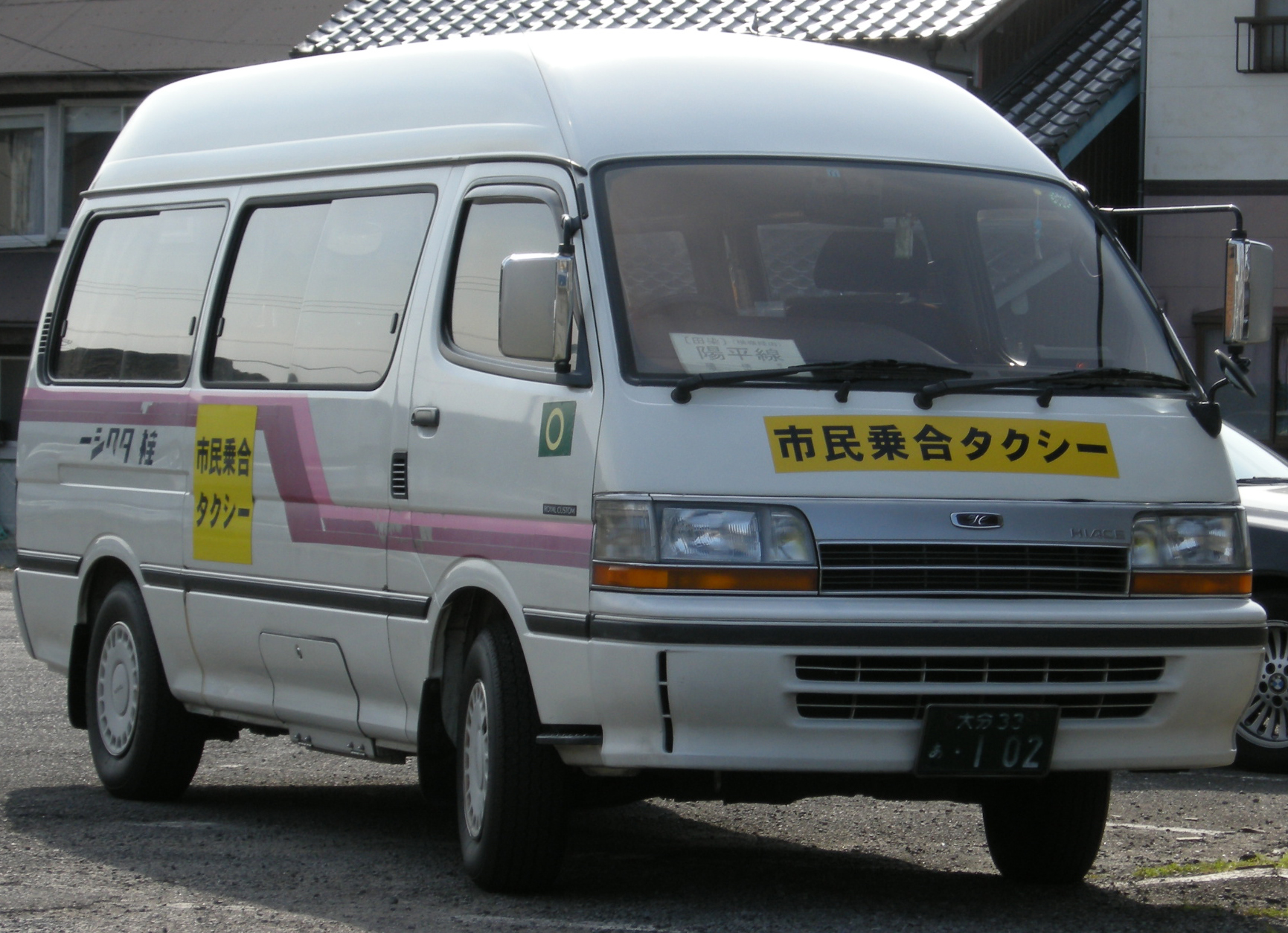
桂タクシーの車両
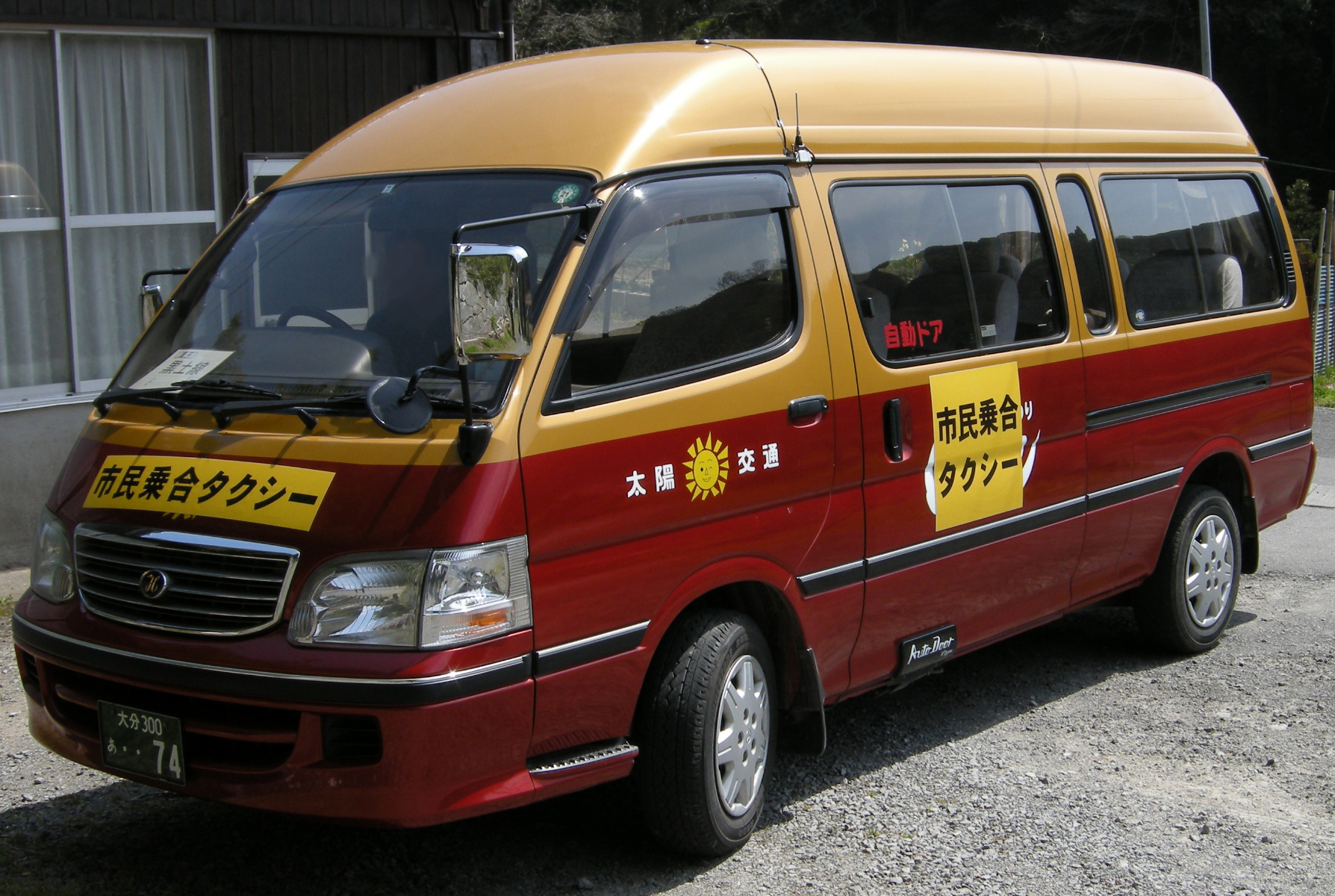
中津太陽交通の車両
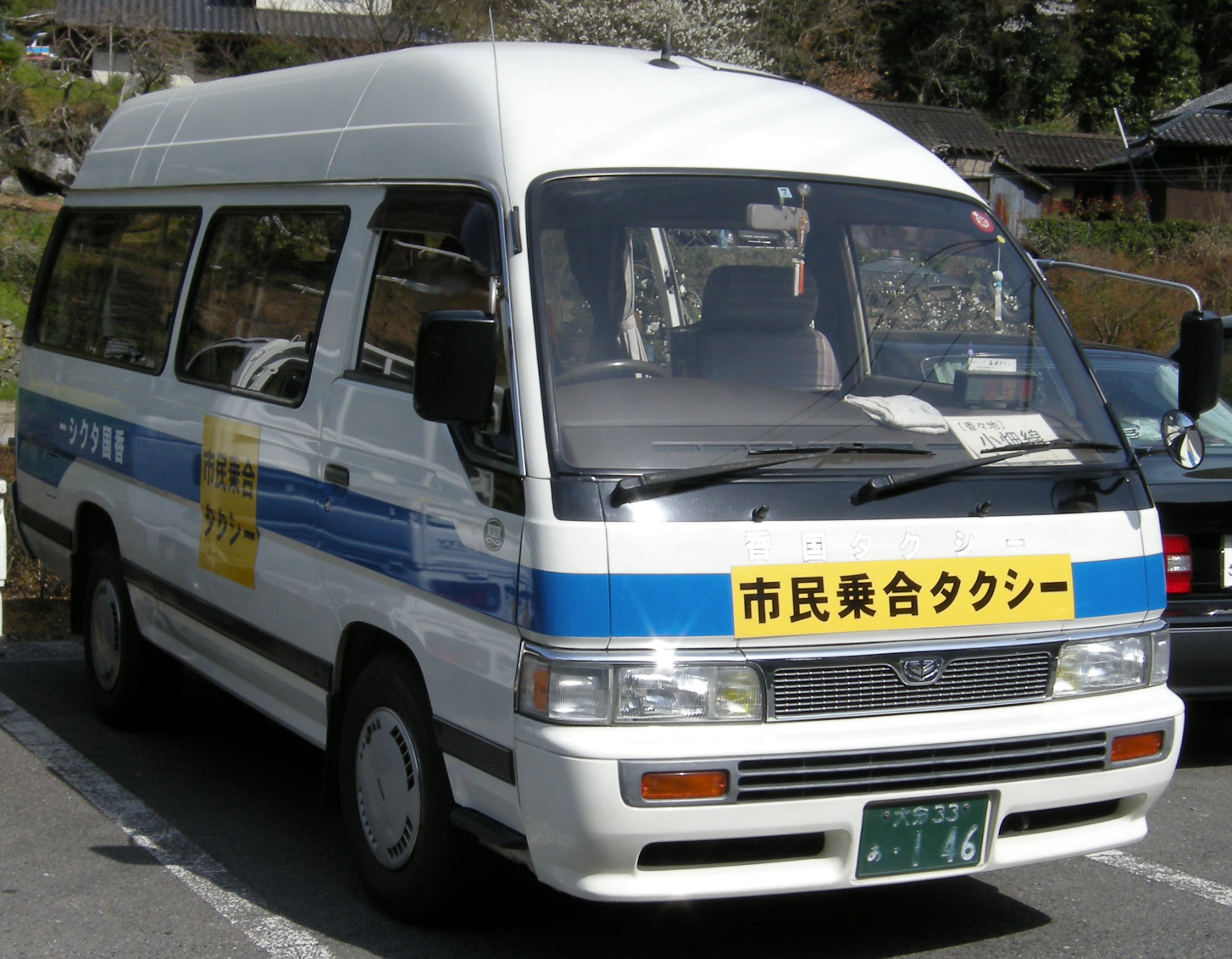
香国タクシーの車両